# Irineópolis
Irineópolis är en kommun i Brasilien.   Den ligger i delstaten Santa Catarina, i den södra delen av landet, 1 200 km söder om huvudstaden Brasília. Antalet invånare är 10 450.
Omgivningarna runt Irineópolis är en mosaik av jordbruksmark och naturlig växtlighet. Runt Irineópolis är det ganska glesbefolkat, med 22 invånare per kvadratkilometer.